# كونراد ماير
كونراد ماير (بالألمانية: Konrad Meyer )‏ (و. 1902 – 1972 م) هو سياسي، وفلاح، من ألمانيا، ولد في تانغرمونده، كان عضوًا في الاتحاد الديمقراطي المسيحي، توفي عن عمر يناهز 70 عاماً.

## مناصب
تولى منصب عمدة، وعضو مجلس الشورى الموحد شليزفيغ-هولشتاين.

## جوائز
حصل على جوائز منها:
- ضابط الصليب من وسام استحقاق جمهورية ألمانيا الاتحادية (1966)
- ضابط الصليب من وسام استحقاق جمهورية ألمانيا الاتحادية.